# Kaó (física)

La decadència d'un kaó (K+) en tres pions (2 π+, 1 π) és un procés que implica interaccions tant febles com fortes. Interaccions febles: L'estrany antiquark (s^) del kaon es transmuta en un antiquark up (u^) per l'emissió d'un bosó W+; el bosó W+ es desintegra posteriorment en un antiquark down (d^) i un quark up (u^). Interaccions fortes: un quark up (u^) emet un gluó (g) que decau en un quark down (d) i un antiquark avall (d^).

En física de partícules, un kaó, també anomenat mesó K i denotat K, és qualsevol d'un grup de quatre mesons distingits per un nombre quàntic anomenat estranyesa. En el model de quark s'entén que són estats lligats d'un quark estrany (o antiquark) i un antiquark (o quark) amunt o avall.
Els kaons han demostrat ser una font abundant d'informació sobre la naturalesa de les interaccions fonamentals des del seu descobriment en els raigs còsmics el 1947. Van ser essencials per establir les bases del Model Estàndard de la física de partícules, com el model de quark dels hadrons i la teoria de la mescla de quarks (aquesta última va ser reconeguda pel Premi Nobel de Física el 2008). Els kaons han tingut un paper distingit en la nostra comprensió de les lleis fonamentals de conservació: la violació de CP, un fenomen que genera l'asimetria observada entre la matèria i l'antimatèria de l'univers, es va descobrir al sistema kaon el 1964 (que va ser reconegut per un Premi Nobel el 1980). A més, la violació directa de CP es va descobrir a les desintegracions del kaon a principis dels anys 2000 per l'experiment NA48 al CERN i l'experiment KTeV al Fermilab.

## Propietats bàsiques
Els quatre kaons són:
1. K−, carregat negativament (que conté un quark estrany i un antiquark superior) té una massa de 493.677±0.013 MeV i una vida útil mitjana (1.2380±0.0020)×10−8 s.
2. K+ (antipartícula de l'anterior) carregada positivament (que conté un quark up i un antiquark estrany) ha de tenir (per invariància CPT) una massa i una vida útil iguals a la de K−. Experimentalment, la diferència de massa és de 0,032±0,090 MeV, coherent amb zero; la diferència de temps de vida és (0,11±0,09)×10−8 s, també coherent amb zero.
3. K0, amb càrrega neutra (que conté un quark down i un antiquark estrany) té una massa de 497.648±0.022 MeV. Té un radi de càrrega quadrat mitjà de −0,076±0,01 fm2.
4. K0, amb càrrega neutra (antipartícula de l'anterior) (que conté un quark estrany i un antiquark down) té la mateixa massa.
Tal com mostra el model de quark, les assignacions que els kaons formen dos doblets d'isospí; és a dir, pertanyen a la representació fonamental de SU(2) anomenada 2. Un doblet d'estranyesa +1 conté el  K+ i el K0. Les antipartícules formen l'altre doblet (d'estranyesa − 1).
Encara que el K 0 i la seva antipartícula K0 generalment es produeixen a través de la força forta, decauen feblement. Així, un cop creats, es consideren millor els dos com a superposicions de dos estats propis febles que tenen vides molt diferents:
- El kaon neutre de llarga vida s'anomena el KL ("K-llarg"), decau principalment en tres pions i té una vida útil mitjana de 5,18×10−8 s.
- El kaon neutre de curta durada s'anomena el KS ("K-curt"), decau principalment en dos pions i té una vida útil mitjana de 8,958×10−11 s.

Una observació experimental feta el 1964 que els K-longs rarament decauen en dos pions va ser el descobriment de la violació de CP (vegeu més avall).

## Violació de la paritat
Es van trobar dues desintegracions diferents de mesons estranys carregats en pions:
| Theta+   | → | Pió+ + Pió0        |
| Antitauó | → | Pió+ + Pió+ + Pió- |

La paritat intrínseca del pió és P = −1 (ja que el pió és un estat lligat d'un quark i un antiquark, que tenen paritats oposades, amb moment angular zero), i la paritat és un nombre quàntic multiplicatiu. Per tant, suposant que la partícula pare té espín zero, els estats finals de dos i tres pions tenen paritats diferents (P = +1 i P = −1, respectivament). Es pensava que els estats inicials també haurien de tenir paritats diferents i, per tant, ser dues partícules diferents. Tanmateix, amb mesures cada cop més precises, no es va trobar cap diferència entre les masses i les vides de cadascuna, respectivament, la qual cosa indica que són la mateixa partícula. Això es coneixia com el trencaclosques τ–θ. Només es va resoldre amb el descobriment de la violació de la paritat en interaccions febles (el més important, per l'experiment Wu). Atès que els mesons decauen a través d'interaccions febles, la paritat no es conserva, i les dues desintegracions són en realitat desintegracions de la mateixa partícula, ara anomenada K+.

## Galeria d'imatges

Estructura quark del kaon (K + ).
Estructura quark de l'antikaon (K−).
Estructura quark del kaó neutre (K0).